# 弗里斯蘭省旗

弗里斯蘭省旗 (長寬比 9:13; 實際上 2:3)

弗里斯蘭省旗（荷蘭語：Friese vlag；弗里斯蘭語: Fryske Flagge）是荷蘭弗里斯蘭省的正式象徵之一。

## 設計
弗里斯蘭省旗由四條藍色斜條紋和三條白色斜條紋組成，在白色條紋中有七個心形圖案，不過這個圖案並非代表愛心，它们稱作“Pompeblêd”（西弗里斯語）或“SeeBlatt”（德語），象徵睡莲的叶子。七個Pompeblêd代表早期的七個弗里斯蘭海國家。
這樣的旗幟已可以追溯到13世紀，而當前的設計於1897年正式確立，並於1927年由省政府首次使用。
許多菲仕蘭省的組織及品牌都以菲仕蘭省旗作為象徵，如荷蘭足球俱樂部海倫芬體育會的球衣即參考弗里斯蘭省旗的樣式。

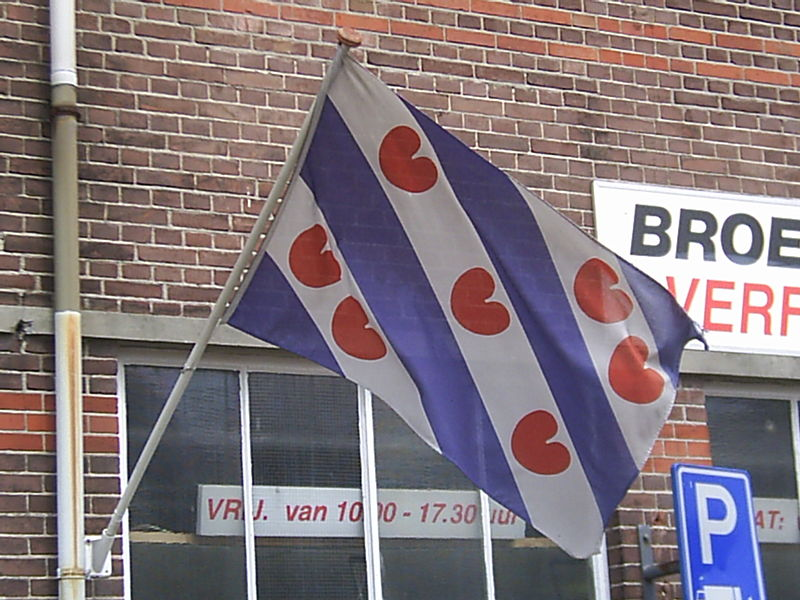
懸掛於建築外的弗里斯蘭省旗
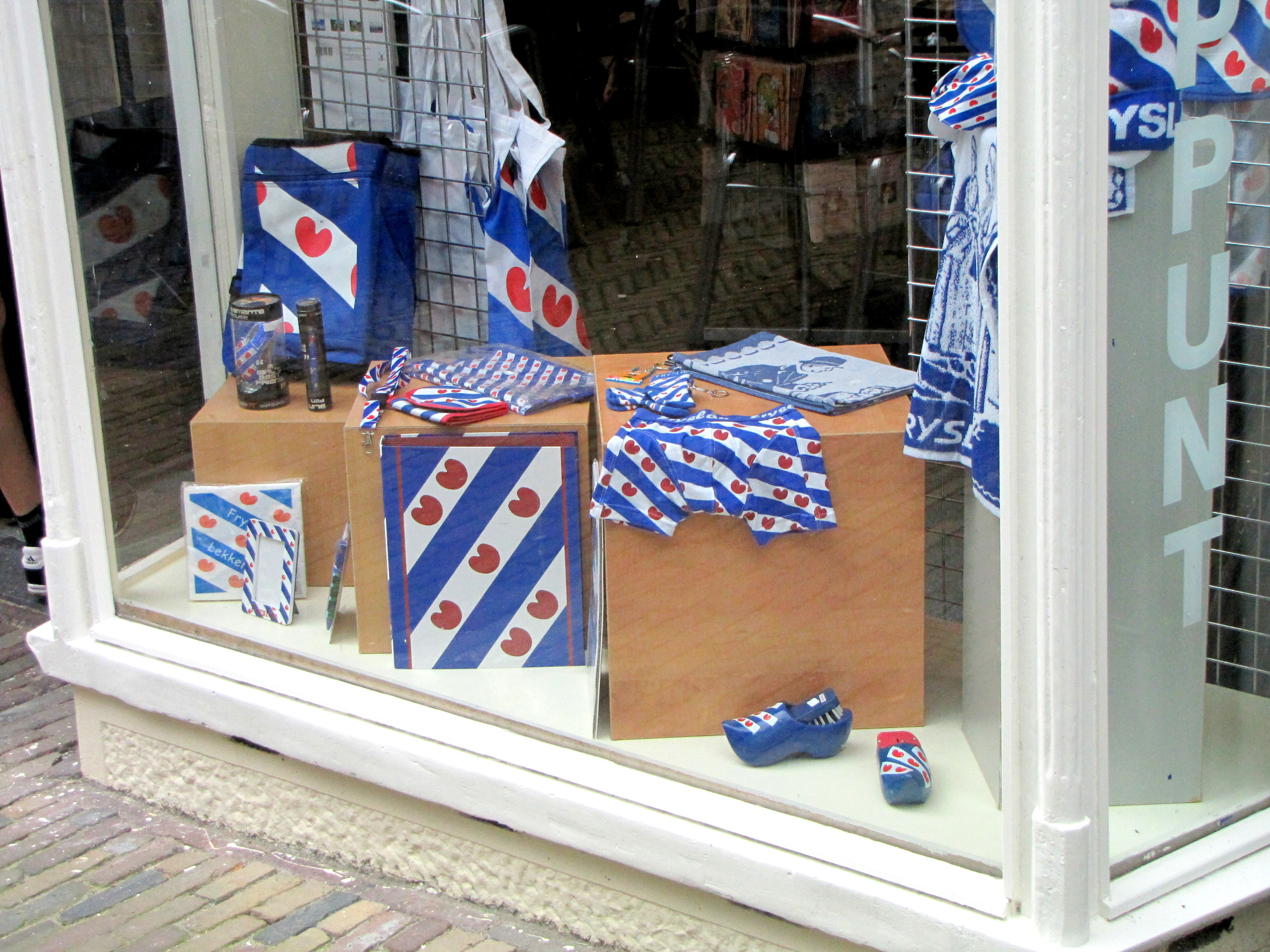
以弗里斯蘭省旗為主題的紀念品，於斯内克
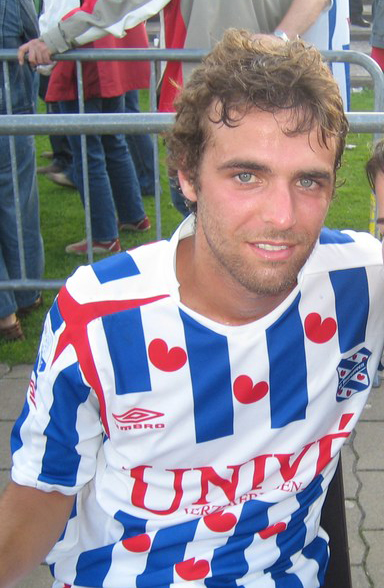
海倫芬體育會的球衣

## 相似旗幟

奥默兰登（英语：Ommelanden）旗幟（荷蘭共和國時期）